# Rui Pedro
Rui Pedro da Silva e Sousa (Pedorido, Aveiro, 20 de marzo de 1998) es un futbolista portugués que juega de delantero en el Hatayspor de la Superliga de Turquía.

## Trayectoria
Rui Pedro culminó su formación futbolísitca en las divisiones juveniles de Porto.
Tuvo la posibilidad de debutar con la reserva en la temporada 2014/15 con 16 años, el 24 de enero de 2015 jugó en Segunda División por primera vez, ingresó en los minutos finales para enfrentar a Oliveirense pero fueron derrotados 1-0. Estuvo en otras dos oportunidades con Porto B, incluso en una fue titular contra Benfica B.
En la temporada 2015-16 jugó un partido con la reserva, el 23 de enero de 2016. Esa temporada lograron el campeonato de Segunda División Profesional por primera vez en su historia, con juveniles.
Fue ascendido definitivamente al Porto B para comenzar la temporada 2016-17. Comenzó a jugar desde la fecha 1, tuvo minutos desde el banco de suplentes. En la siguiente jornada, ya jugó como titular, brindó una asistencia y derrotaron 1-0 al Académico Viseu. En su tercer partido, el 20 de agosto, se enfrentaron a Leixões, comenzaron perdiendo desde a mediados del primer tiempo, pero en el minuto 40 Rui anotó su primer gol con la reserva, y cuando finalizaba el juego, volvió a convertir, lo que significó un triunfo 1-2.
El entrenador del primer equipo, Nuno, decidió ascender a Rui para que practique con los profesionales, lo convocó por primera vez para un partido oficial en la Copa de la Liga de Portugal.
Rui Pedro debutó como profesional el 29 de noviembre de 2016, ingresó en el minuto 61 para enfrentar a C. F. Belenenses en el Estadio do Dragão ante más de 14 200 espectadores, y empataron sin goles.
El 3 de diciembre debutó en la Primeira Liga, máxima categoría del fútbol portugués, ingresó en el minuto 75 por Óliver Torres, para medirse ante Sporting Braga, el juego estaba empatado sin goles, pero en el minuto 94 recibió un pase de su compañero Diogo Jota, encaró hacia el área rival, superó en velocidad a tres defensores, el portero salió a detenerlo pero Rui Pedro la picó y convirtió el gol del triunfo.

## Selección nacional

### Trayectoria
Rui Pedro ha sido parte de la selección de Portugal en las categorías sub-15, sub-16, sub-17, sub-18, sub-19 y sub-20.
En la temporada 2014-15 jugó su primer torneo oficial, el Campeonato Europeo Sub-17, pero no lograron pasar la segunda fase de clasificación.

### Participaciones en juveniles
En cursiva las competiciones no oficiales.
| Competición                                                                | Sede       | Resultado    | Partidos | Goles |
| -------------------------------------------------------------------------- | ---------- | ------------ | -------- | ----- |
| Ronda de clasificación para el Campeonato de Europa Sub-17 de la UEFA 2015 | Eslovenia  | Clasificó    | 2        | 0     |
| Ronda élite para el Campeonato de Europa Sub-17 de la UEFA 2015            | Azerbaiyán | No clasificó | 2        | 0     |

## Estadísticas

### Clubes
Actualizado al 6 de abril de 2025.
| Club                               | Div.          | Temporada     | Liga  | Liga  | Copas nacionales | Copas nacionales | Torneos internacionales | Torneos internacionales | Total | Total |
| Club                               | Div.          | Temporada     | Part. | Goles | Part.            | Goles            | Part.                   | Goles                   | Part. | Goles |
| ---------------------------------- | ------------- | ------------- | ----- | ----- | ---------------- | ---------------- | ----------------------- | ----------------------- | ----- | ----- |
| F. C. Porto "B" Portugal           | 2.ª           | 2014-15       | 3     | 0     | ―                | ―                | ―                       | ―                       | 3     | 0     |
| F. C. Porto "B" Portugal           | 2.ª           | 2015-16       | 1     | 0     | ―                | ―                | ―                       | ―                       | 1     | 0     |
| F. C. Porto "B" Portugal           | 2.ª           | 2016-17       | 16    | 5     | ―                | ―                | ―                       | ―                       | 16    | 5     |
| F. C. Porto Portugal               | 1.ª           | 2016-17       | 9     | 2     | 3                | 0                | 1                       | 0                       | 13    | 2     |
| F. C. Porto Portugal               | Total club    | Total club    | 9     | 2     | 3                | 0                | 1                       | 0                       | 13    | 2     |
| Boavista F. C. Portugal            | 1.ª           | 2017-18       | 19    | 1     | 1                | 0                | ―                       | ―                       | 20    | 1     |
| Boavista F. C. Portugal            | Total club    | Total club    | 19    | 1     | 1                | 0                | 0                       | 0                       | 20    | 1     |
| F. C. Porto "B" Portugal           | 2.ª           | 2018-19       | 3     | 0     | ―                | ―                | ―                       | ―                       | 3     | 0     |
| F. C. Porto "B" Portugal           | Total club    | Total club    | 23    | 5     | 0                | 0                | 0                       | 0                       | 23    | 5     |
| Varzim S. C. Portugal              | 2.ª           | 2018-19       | 13    | 1     | ―                | ―                | ―                       | ―                       | 13    | 1     |
| Varzim S. C. Portugal              | Total club    | Total club    | 13    | 1     | 0                | 0                | 0                       | 0                       | 13    | 1     |
| Recreativo Granada · España        | 2.ª B         | 2019-20       | 14    | 2     | ―                | ―                | ―                       | ―                       | 14    | 2     |
| Recreativo Granada · España        | Total club    | Total club    | 14    | 2     | 0                | 0                | 0                       | 0                       | 14    | 2     |
| Leixões S. C. Portugal             | 2.ª           | 2019-20       | 2     | 0     | ―                | ―                | ―                       | ―                       | 2     | 0     |
| Leixões S. C. Portugal             | 2.ª           | 2020-21       | 13    | 1     | 2                | 1                | ―                       | ―                       | 15    | 2     |
| Leixões S. C. Portugal             | Total club    | Total club    | 15    | 1     | 2                | 1                | 0                       | 0                       | 17    | 2     |
| F. C. Penafiel Portugal            | 2.ª           | 2020-21       | 16    | 2     | ―                | ―                | ―                       | ―                       | 16    | 2     |
| F. C. Penafiel Portugal            | 2.ª           | 2021-22       | 24    | 2     | 6                | 1                | ―                       | ―                       | 30    | 3     |
| F. C. Penafiel Portugal            | Total club    | Total club    | 40    | 4     | 6                | 1                | 0                       | 0                       | 46    | 5     |
| N. K. Olimpija Ljubljana Eslovenia | 1.ª           | 2022-23       | 27    | 6     | 4                | 0                | ―                       | ―                       | 31    | 6     |
| N. K. Olimpija Ljubljana Eslovenia | 1.ª           | 2023-24       | 19    | 10    | 1                | 0                | 14                      | 2                       | 34    | 12    |
| N. K. Olimpija Ljubljana Eslovenia | Total club    | Total club    | 46    | 16    | 5                | 0                | 14                      | 2                       | 65    | 18    |
| Hatayspor Turquía                  | 1.ª           | 2023-24       | 11    | 0     | ―                | ―                | ―                       | ―                       | 11    | 0     |
| Hatayspor Turquía                  | 1.ª           | 2024-25       | 21    | 1     | 1                | 1                | ―                       | ―                       | 22    | 2     |
| Hatayspor Turquía                  | Total club    | Total club    | 32    | 1     | 1                | 1                | 0                       | 0                       | 33    | 2     |
| Total carrera                      | Total carrera | Total carrera | 211   | 33    | 18               | 3                | 15                      | 2                       | 244   | 38    |

### Resumen estadístico
|                              | Partidos | Goles | Promedio |
| ---------------------------- | -------- | ----- | -------- |
| Liga                         | 64       | 9     | 0,14     |
| Copas nacionales             | 4        | 0     | 0,00     |
| Copas internacionales        | 1        | 0     | 0,00     |
| Selección de Portugal sub-15 | 2        | 1     | 0,50     |
| Selección de Portugal sub-16 | 15       | 3     | 0,20     |
| Selección de Portugal sub-17 | 11       | 4     | 0,36     |
| Selección de Portugal sub-18 | 5        | 3     | 0,60     |
| Selección de Portugal sub-19 | 4        | 1     | 0,25     |
| Total                        | 106      | 21    | 0,20     |

## Palmarés

### Títulos nacionales
| Título                    | Club                     | País      | Año  |
| ------------------------- | ------------------------ | --------- | ---- |
| Liga de Honra             | F. C. Porto "B"          | Portugal  | 2016 |
| Primera Liga de Eslovenia | N. K. Olimpija Ljubljana | Eslovenia | 2023 |
| Copa de Eslovenia         | N. K. Olimpija Ljubljana | Eslovenia | 2023 |